# Taxandria juniperina
Taxandria juniperina comúnmente conocida como mirto junípero (juniper myrtle), cedro del río Warren (Warren River cedar) y otros nombres sin traducción exacta como wattle, swamp wattle; es una especie de árbol que crece en el rincón suroeste de Australia Occidental. Esta planta fue previamente clasificada como Agonis juniperina pero ahora es parte del género Taxandria.

## Hábito
T. juniperina se desarrolla mayormente como un árbol erecto o arbusto que usualmente crece menos de 10 metros como un denso arbusto pero puede crecer hasta 27 metros en su medio ambiente natural. Tiene la corteza café fibrosa que es de color rojo claro en la parte de abajo. Crece como un arbusto en espacios desolados o como un árbol erecto cuando forma parte de un bosquecillo. Cuando las hojas o los tallos jóvenes son raspados sueltan un perfume especioso por el cual la planta se reconoce como miembro de la familia Myrtaceae. Está estrechamente relacionado con  Leptospermum (Árbol del té). 
El árbol tiene un  follaje perennifolio con hojas muy estrechas, de 0.4-2.5 de largo y 1 mm de ancho. Las flores producidas por T. juniperina aparecen entre febrero y noviembre y están descritas como espigas blancuzcas rectas. Cada flor es blanca con algo de rosa, 5 mm de diámetro.

## Rango
T. juniperina crece en una faja costera en la esquina suroeste de Australia Occidental  desde Busselton (33° S) hasta Albany (35° S). El árbol prefiere las márgenes húmedas provocadas por el invierno o pantanos o cursos de agua, pero crece en un rango de tipos de suelo desde  marga, turba, arena y grava.

## Sinonimia
- Agonis juniperina Schauer in J.G.C.Lehmann, Pl. Preiss. 1: 118 (1844).[4]